# Bo Thong (huyện)
Bo Thong (tiếng Thái: บ่อทอง) là một huyện (amphoe) ở tỉnh Chonburi, Thái Lan.

## Lịch sử
Bo Thong ban đầu là một tambon của Phanat Nikhom. Ngày 16 tháng 12 năm 1978, tiểu huyện (King Amphoe) đã được thành lập. Ngày 16 tháng 3 năm 1985, tiểu huyện được nâng cấp thành huyện.

## Địa lý
Các huyện giáp ranh (từ phía bắc theo chiều kim đồng hồ) là Ko Chan of Chonburi Province, Tha Takiap của tỉnh Chachoengsao, Kaeng Hang Maeo của tỉnh Chanthaburi, Khao Chamao và Wang Chan của tỉnh Rayong, và Nong Yai, Ban Bueng và Phanat Nikhom của Chonburi.

## Hành chính
Huyện này được chia thành 6 phó huyện (tambon), các đơn vị này lại được chia thành 46 làng (muban). Bo Thong là một thị trấn (thesaban tambon) nằm trên một phần của tambon Bo Thong and Wat Suwan. Ngoài ra có 2 tổ chức hành chính tambon (TAO).
| Số TT | Tên            | Tên tiếng Thái | Số làng | Dân số |  |
| ----- | -------------- | -------------- | ------- | ------ |  |
| 1.    | Bo Thong       | บ่อทอง          | 9       | 12.785 |  |
| 2.    | Wat Suwan      | วัดสุวรรณ        | 7       | 6.105  |  |
| 3.    | Bo Kwang Thong | บ่อกวางทอง      | 7       | 6.172  |  |
| 4.    | That Thong     | ธาตุทอง         | 9       | 6.733  |  |
| 5.    | Kaset Suwan    | เกษตรสุวรรณ     | 7       | 6.317  |  |
| 6.    | Phluang Thong  | พลวงทอง        | 7       | 7.435  |  |